# روس ريني
روس ريني (بالإنجليزية: Ross Rennie)‏ هو لاعب اتحاد الرغبي بريطاني، ولد في 29 مارس 1986 في إدنبرة في المملكة المتحدة.

## وصلات خارجية
- روس ريني على موقع سلسلة سباعيات الرغبي العالمية - رجال (الإنجليزية)
- روس ريني عل موقع إسبنسكروم (الإنجليزية)
- روس ريني على موقع ItsRugby.co.uk (الإنجليزية)